# Absatzwirtschaft
Die Absatzwirtschaft als Entwicklungsstufe zum heutigen Marketing ist als eine betriebliche Funktion zu sehen. Sie umfasst die Gesamtheit der Funktionen (Aufgaben und Tätigkeiten) sowie der Institutionen (Organe), die den Austausch der Betriebsleistungen zwischen den Wirtschaftseinheiten bewirken. Zu den Aufgaben und Tätigkeiten der Absatzwirtschaft zählen unter anderem die Absatzpolitik, die Absatzorganisation, die Marktforschung, die Versandabwicklung sowie die Güterbeförderung.

## Begriffsentwicklung
Häufig wird der Begriff der Absatzwirtschaft mit dem Marketingbegriff gleichgesetzt. Diese Gleichsetzung resultiert aus der Entwicklung des Marketing: Der Begriff wurde erstmals zwischen 1905 und 1920 an US-amerikanischen Universitäten verwendet. Bis in die 60er Jahre wurde im deutschsprachigen Raum jedoch weiterhin von „Absatzwirtschaft“ gesprochen. Eine Ausnahme bildet die Untersuchung Heinrich Freiherr von Stackelbergs aus dem Jahre 1939: Im Gegensatz zur damals vorherrschenden Preistheorie, die von Preis und Menge als Aktionsparameter von Unternehmungen ausging, berücksichtigte Stackelberg erstmals Qualitätsvariationen und Vertriebspolitik, wodurch das Kriterium der objektiven Austauschbarkeit aller an einem Markt angebotenen Leistungen aufgehoben wurde und die Funktion der Marktstimulierung Berücksichtigung fand.